# Арсенитский раскол
Арсени́ты — восточно-европейская христианская секта. Основной идеей арсенитов было абсолютное разделение государства и церкви с полной независимостью последней. Также крайне важными считались идеи нравственности и подвижничества, необходимость же образования отодвигалась на второй план.

## История движения
Секта существовала с 1265 года и почти до конца XIV в, появившись в Византии после так называемого «арсенитского раскола», возникшего в результате свержения патриарха никейского и константинопольского Арсения Авториана (Αρσένιος Αυτωρειανός).
В результате деятельности арсенитов возникали волнения на всей территории «Восточной церкви», дошедшие и до России.

## Исторический аспект
Патриарх Арсений не одобрял политики византийского императора Михаила VIII Палеолога и методов её проведения. Последней каплей явилось отстранение от власти и ослепление малолетнего Иоанна IV, произошедшее в 1262 г. Почти сразу же после этого Арсений отлучил Михаила от Церкви.
В 1265 г. Михаил, набравший к тому времени политический вес и заручившийся поддержкой части епископов, недовольных Арсением, созывает синод, на котором выдвигает ряд обвинений против патриарха. Однако тот не признаёт легитимность собора и не является на него. В итоге собор принимает решение о низложении патриарха in absentia (в отсутствии).
Сменивший Арсения Герман III не решил вопрос с отлучением Михаила и через 3 года также был низложен (по некоторым источникам, из-за коррумпированности и некомпетентности). Снять отлучение с императора дал согласие преемник Германа — Иосиф, выдвинув обязательным условием, чтобы Михаил, одетый в рубище, на коленях молил о прощении. Однако сторонники Арсения не были удовлетворены и таким вариантом и ушли в раскол, образовав собственную иерархию во главе с патриархом.
Монашеская партия и примкнувшие к ней иерархи, разделявшие студийскую традицию противостояния имперской власти (по имени Феодора Студита), негативно относясь к императорскому двору и считая Арсения почти святым, осмелившимся спорить с императором, отказывались признать компромисс, предложенный Иосифом, и продолжали считать императора отлучённым, что, естественно, привело к жестокому преследованию арсенитов. По словам историка церкви И. Е. Троицкого, борьба с арсенитами «своим лихорадочным воодушевлением и неразборчивостью в средствах напоминала самые шумные времена борьбы ересей IV, V и VI веков».
Кроме того, положение Михаила Палеолога ослабило и то, что из-за осложнившейся внешнеполитической обстановки он был вынужден принять унию (то есть признать главенство римско-католической церкви и изменить ряд церковных канонов), что дало арсенитам новое оружие против императора.
Пришедший на смену Михаилу Андроник II Палеолог резко изменил политический курс страны, сместив всех сторонников унии и сделав шаги на сближение с арсенитами (являвшимися в то время одной из крупных проблем государства). Причём и арсениты, бывшие наиболее ярыми антиунионистами, понемногу начали примиряться с императорской властью, хотя многие из них вошли в состав оппозиционной партии, известной под названием зилоты или строгие. В 1310 г. арсениты добиваются полной реабилитации Арсения.